# 28 Tage lang
28 Tage lang ist ein 2014 erschienener Roman des deutschen Schriftstellers David Safier. Die Hauptfigur des Romans ist Mira, ein jüdisches Mädchen, welches im Warschauer Ghetto lebt. David Safier hat selbst seine Großeltern in Buchenwald beziehungsweise im Ghetto Łódź verloren. Mit 28 Tage lang möchte er ihrer gedenken, aber auch die Zeit des Holocausts für die jüngere Generation veranschaulichen: Es geht in dem Buch nicht nur um unsere Vergangenheit, sondern auch um uns. Wie weit würden wir gehen, um zu überleben? Welche Opfer würden wir eingehen? Und vor allem, was für ein Mensch wollen wir sein. Das Buch wird häufig als Schullektüre benutzt.

## Handlung
Zu Beginn der Geschichte befindet sich Mira auf dem Warschauer Markt. Dieser liegt außerhalb des Ghettos. Ein Leben im Ghetto bedeutet Entbehrung, Krankheit, Hunger und unerträgliche Enge. Vor allem heißt es in ständiger Ungewissheit zu leben. Was haben die Deutschen vor? Was machen sie als Nächstes? Miras Vater war Arzt, als er jedoch merkte, dass er seine Familie nicht mehr beschützen und ernähren kann, wählte er den Freitod. Als Folge dessen zieht sich Miras Mutter immer weiter in sich zurück und so obliegt es Mira die Familie mit der Schmugglerei zu ernähren. Aus diesem Grund bricht sie regelmäßig aus dem Ghetto aus. Als drei Schmalzowniks  auf sie aufmerksam werden und sie ansprechen, befürchtet sie schon, dass sie nicht mehr zurück zu ihrer Familie kommt. Doch ein vermeintlicher Student hilft ihr in ihrer Not. Er gibt sich als ihr Freund aus, der sie schon lange auf dem Markt sucht. Da sie den Namen des jeweils anderen nicht kennen, nennen sie sich Lenka und Stefan.
Nach dieser Begegnung macht sich Mira wieder auf den Weg ins Ghetto. Dort versucht sie ihre Schmugglerware an Jurek, einen Ladenbesitzer, zu verkaufen und Lebensmittel für ihre Familie zu kaufen. Nach der Transaktion trifft sie auf der Straße Rubinstein, einen verrückt wirkenden Mann. Dieser ruft immer wieder „Alle gleich!“ Vor allem sagt er aber zu Mira „Die Frage ist, kleine Mira, was für ein Mensch möchtest du sein?“ Diese Frage wird sie das Buch über begleiten.
Nach dieser Begegnung geht sie nach Hause, in die Miła-Straße 70 zu ihrer Mutter und ihrer Schwester Hannah. Diese berichtet, dass sie Ben „Rothaar“ geküsst habe. Anschließend geht sie zu ihrem Freund in das Waisenhaus von Janusz Korczak. Dort lernt sie die kleine Rebecca kennen. Wie jedes andere Kind, was mit Daniel zusammen im Waisenhaus aufgewachsen ist und lebt, ist auch sie wie eine Schwester für Daniel.
Um ihren Profit bei der Schmugglerei zu vergrößern, geht Mira zu ihrer Freundin Ruth, welche Kontakt zum Boss der Schmugglerbande Chompe, Schmul Ascher hat. Mira tritt nun seiner Bande bei.
Wann immer sie Zeit hat, geht sie zum Bücherflohmarkt. Dort trifft sie Stefan wieder und folgt ihm bis zu einem Haus. Als sie dieses betritt, wird sie von Zacharia angegriffen, da dieser glaubt, dass sie für die Deutschen spioniert. Stefan kommt hinzu und will von ihr wissen, was sie dort macht. Nachdem sie ihm erklärt, dass sie ihm gefolgt ist, um ihn wiederzusehen, hilft er ihr. Er erklärt ihr, dass in diesem Gebäude die Druckerpresse für ihre Untergrundzeitschrift steht, dass sie zur Hashomer Hatzair gehören und dass er eigentlich Amos heißt. Das Ziel der Widerstandsgruppe ist, die Ghettobewohner darüber aufzuklären, was die Deutschen mit ihnen vorhaben, die Vernichtung der Menschen im Ghetto.
Bei ihrem ersten Auftrag für die Chompe sieht sie mit Hilfe einer Leiter über die Ghettomauer. Vor der Ghettomauer stehen Hunderte Deutsche, die dabei sind das Ghetto zu umzingeln. Am nächsten Morgen wird verkündet, dass alle Juden in den Osten umgesiedelt werden. Es gibt nur wenige Ausnahmen von dieser Bekanntmachung. Mira, ihre Mutter und Hannah gehören nicht dazu. Ihre letzte Hoffnung ist ihr Bruder Simon, der bei der Judenpolizei arbeitet. Dieser besorgt ihrer Mutter eine gefälschte Arbeitsbescheinigung. So entgehen Mira, ihre Mutter und Hannah der Umsiedlung. Noch in der gleichen Nacht kommen Soldaten in ihr Haus und treiben alle raus, welche keine Arbeitsbescheinigung haben.
Einige Tage später werden bereits die nächsten Maßnahmen verkündet. Hierbei handelt es sich um den Aufruf vom 29. Juli 1942 zur freiwilligen Deportation. Auf der Straße erfährt sie, dass auch die Waisenhäuser nun umgesiedelt werden sollen. Sie geht nun direkt zu Korczaks Waisenhaus. Um noch einmal mit Daniel zureden, geht sie mit ihm auf das Dach und bittet ihn mit ihr zu kommen. Als ein Lastwagen vorfährt, will Daniel zu den Kindern im Waisenhaus. Doch Mira kann das nicht zulassen und schlägt ihn nieder. Mira sieht nun vom Dach zu, wie die Kinder Hand in Hand singend zum Lastwagen gehen.
Als Mira wieder zu Hause ankommt, steht ihr Bruder vor der Tür. Er berichtet, dass jetzt die Häuser durchsucht werden und hilft ihnen ein Versteck zu bauen. Nach einigen Tagen taucht Ruth in der Wohnung von Miras Familie auf. Mira beschließt sie in ihr Versteck aufzunehmen. Ruth berichtet verstört über das Lager in Treblinka, aus welchem sie fliehen konnte. Nach Wochen im Versteck berichtet ihr Bruder, dass Józef Szeryński, Chef der Judenpolizei, von einem Juden lebensbedrohlich verletzt wurde. Dies ist das erste Zeichen jüdischen Widerstands, von dem Mira erfährt.
Am 6. September 1942 folgt nun die Anweisung, dass sich alle Juden auf den Straßen zu versammeln haben. Es werden alle Juden deportiert, welche nicht eine Marke haben. Diese Marke wird von den Arbeitgebern verteilt, doch sie reichen nicht für alle Arbeitenden. So bekommen ihr Bruder sowie auch ihre Mutter keine. Mira beschließt ihre Familie zu verstecken und sich selbst zu stellen. Sie hofft so, ihre Familie zu beschützen. Alle jene, die keine Marke haben, werden zum Umschlagplatz gebracht. Von dort werden die Menschen in Züge gezwungen und in den Osten gebracht.
Mira findet sich schon mit ihrem Schicksal ab, als sie Amos entdeckt und zu ihm geht. Dieser hat eine Judenpolizeiuniform an und eine Marke um seinen Hals. Amos sucht nach Zacharia und will ihn freikaufen, doch er findet ihn nicht. Mira fleht ihn an sie anstelle von Zacharia zu retten, was Amos auch tut. Als Amos ihr das Leben gerettet hat, hofft er, dass sie sich dem Widerstand anschließt. Doch Mira möchte zu ihrer Familie. Als sie in der Wohnung ankommt, sieht sie das geöffnete Versteck und die Leichen ihre Mutter, Ruth und Hannah.
Da sie nun alles verloren hat und sie nicht will, dass der Tod ihrer Schwester umsonst war, schließt sie sich dem Widerstand an. Gemeinsam mit den anderen Widerstandskämpfern lebt sie in einem der vielen Bunker, welche die Deutschen noch nicht entdeckt haben.
Am 18. Januar 1943 kommen die Deutschen, um das Ghetto endgültig zu vernichten. Doch der Widerstand stellt sich ihnen entgegen und hält sie auf.
Um neue Waffen und Unterstützung zu besorgen, werden Mira und Amos aus dem Ghetto geschmuggelt. Sie sind nun Gabriela und Robert Szalach, ein glückliches Ehepaar. Außerhalb des Ghettos nehmen sie unter anderen, Kontakt mit Hauptmann Iwanski von der Landesarmee auf. Dieser verspricht ihnen Pistolen, aber keine mannstarke Unterstützung. Die Polen wollen mit ihrem eigenen Aufstand solange warten, bis eine reelle Chance auf Befreiung besteht. Dies geschieht erst, wenn die russische Armee kurz vor Warschau ist.
Nach dem erfolgreichen Geschäft gehen Amos und Mira zurück in das Ghetto. Unter den Widerstandskämpfern ist auch Ben „Rothaar“ und auch Daniel und Rebecca findet Mira wieder. Unter anderem durch die Führung von Mordechai Anielewicz, Anführer der ŻOB, stellen sie sich 28 Tage lang den Deutschen mit Pistolen, Gewehren und Molotowcocktails. Sie vernichten sogar einen deutschen Panzer.
Am Schluss fliehen einige der letzten Widerstandskämpfer durch die Kanalisation aus dem Ghetto. Sie haben 28 Tage lang Widerstand gegen die Deutschen geleistet. Amos, Rebecca und Mira fliehen gemeinsam in die Wälder. Sie entscheiden sich, sich nicht dem polnischen Widerstand anzuschließen, sondern in den Wäldern zu bleiben, bis der Krieg zu Ende ist. Mira ist sich jetzt sicher, wie ihre Antwort auf die Frage „Was für ein Mensch willst du sein?“ lautet: Für den Rest ihres Lebens will sie ein Mensch sein, der lebt.

## Figuren
- Mira: jüdisches Mädchen, welches im Warschauer Ghetto lebt
- Lenka: Miras Name, welcher ihr von Amos auf den Markt vergeben wird
- Gabriela Szalach: Miras Name auf der polnischen Seite von Warschau
- Mutter: Mutter von Mira
- Simon: Bruder von Mira
- Hannah: Schwester von Mira
- Ben „Rothaar“: Freund von Hannah
- Amos: Widerstandskämpfer der Hashomer Halzair
- Stefan: Amos Name, welcher ihm von Mira auf den Markt gegeben wird
- Robert Szalach: Amos Name auf der polnischen Seite von Warschau
- Daniel: Freund von Mira
- Rebecca: kleines Mädchen und Ziehschwester von Daniel
- Ruth: Freundin von Mira
- Jurek: Ladenbesitzer im Ghetto und Käufer von Miras Schmuggelware
- Rubinstein: Verrückter und Clown des Ghettos
- Janusz Korczak: Leiter des Waisenhauses und berühmter Autor
- Schmul Ascher: Anführer Diebes- und Schmugglerbande Chompe
- Zacharia: Mitglied Untergrundgruppe Hashomer Hatzair
- Mordechai Anioelewicz: Anführer ŻOB
- Hauptmann Iwanski: Hauptmann der Landesarmee und Unterstützer des Widerstandes
- Adam Czerniaków: Vorsitzender Judenrat
- Józef Szeryński: Chef der Judenpolizei
- Esther: Widerstandskämpferin

## Historischer Hintergrund
Ab dem 19. April 1943 leisteten Aufständische des Warschauer Ghettos mehrere Wochen lang der deutschen Besatzungsmacht Widerstand. Geleitet wurde dieser Widerstand von der Jüdischen Kampforganisation (ŻOB) unter Mordechaj Anielewicz und dem Jüdischen Militärverband (ŻZW).
Am 1. September 1939 begann mit den Einmarsch in Polen der Zweite Weltkrieg. Bereits am 28. September 1939 kapitulierte Warschau. Ab Oktober 1939 wurden jüdische Geschäfte gekennzeichnet, Juden misshandelt und der Judenstern eingeführt. Noch im gleichen Jahr wurde ein Judenrat eingerichtet, welcher von Adam Czerniaków geleitet wurde. Das Warschauer Ghetto wurde am 15. Oktober 1940 errichtet. Es umfasste ca. 2,4 % der Fläche von Warschau. Von nun an sollten rund 30 % der Warschauer Bevölkerung auf 2,4 % der Fläche von Warschau zusammen leben. 300.000 Ghettobewohner wurden bis Ende 1942 in Vernichtungslager deportiert.
Ab dem 22. Juli 1942 wurde das Ghetto schrittweise aufgelöst. Mehr als 6.000 Menschen wurden täglich in Vernichtungslager, vor allem nach Treblinka, abtransportiert.
Im März 1942 gründete sich die erste überparteiliche Widerstandseinheit mit den Namen Antifaschistische Front. Sie bildete sich aus den zionistischen Jugendgruppen und der Polnischen Arbeitspartei (PPR). Im Juli begannen die großen Deportationen, welche zur Folge hatten, dass die Widerstandsgruppen fast ihre gesamte Basis verloren. Bis Ende Oktober 1942 gründete sich die jüdische Kampforganisation (ŻOB für Żydowska Organizacja Bojowa). Eine große Rolle dabei hatte die Hashomer Hazair, denn sie sorgte dafür, dass anti-kommunistische und anti-bundistische Gruppierungen zusammen arbeiten. Im ŻOB waren Hashomer Hazair, Dror, Gordonia, Akiba, Poale Zion, Bund und der PRR vereint und bildeten so den Antifaschistischen Block. Der ŻOB bekam wenig Waffen von der Heimatarmee und kommunistischen Volksgarde. Sie mussten Waffen vom Schwarzmarkt kauften. Sie richteten auch Fabriken für Molotowcocktails ein, welche schnell zu ihrer Hauptwaffe wurden.
Am 18. Januar 1943 marschierten mindestens 1000 deutsche Männer in das Ghetto ein. Zu der Zeit verfügte der ŻOB über 1250 überwiegend jugendlichen Kämpfer. Nach vier Tagen konnten die Widerstandskämpfer die Soldaten aus dem Ghetto vertreiben, verloren dabei aber rund 80 % ihrer Kämpfer. Die Deportationen kamen vier Tage später zum Erliegen. Viele Bewohner des Ghettos kauften sich nun Waffen und gründeten „wilde Gruppen“. Die Heimatarmee lieferte 50 dringend benötigte Pistolen und Gewehre in das Ghetto.
Am 19. April 1943 umstellten die Deutschen das Ghetto und 850 Männer der SS marschierten in das Ghetto ein. Dort wurden sie sofort beschossen und mussten sich zurückziehen. Der begleitende Panzer wurde durch Molotowcocktails in Brand gesetzt. Um eine geringere Angriffsfläche zu bieten, hatten die Widerstandskämpfer die Häuser miteinander verbunden. Noch am selben Abend zogen sich die Deutschen aus dem Ghetto zurück.
Auch von außerhalb des Ghettos erhielten sie Unterstützung. So wurde am 20. April 1943 ein deutsches Maschinengewehrnest von außen zerstört. Als Folge dessen wurde ein Teil des Ghettos mit Flammenwerfern in Brand gesetzt und ein Luftwaffeneinsatz zerstörte fast alle Häuser.
In den folgenden Tagen wurden immer wieder Flammenwerfer gegen Widerstandsnester eingesetzt. Der am 20. April 1943 durch Flammenwerfer und Luftangriff zerstörte Bürstenmacherbezirk wurde von der ŻOB geräumt. Bereits nach vier Tagen waren die meisten Kämpfer verletzt oder tot. 20 der Verbliebenen flohen durch die Tunnel aus dem Ghetto. Das Hauptquartier der Widerstandskämpfer wurde eingenommen und 80 Kämpfer hingerichtet.
Am 23. April 1943 wurde die Miła-Straße 18 das neue Hauptquartier der ŻOB. Dies bedeutete auch einen Strategiewechsel. Statt in Häusern zu kämpfen und die Deutschen aus Hinterhalten anzugreifen, begaben sich die Widerstandskämpfer nun in ca. 600 unterirdische Bunker und starteten nur noch gezielte Angriffe. Die Deutschen reagierten darauf, indem sie kleine Gruppen bildeten, die die Bunker aufspüren sollten.
Eines der letzten größeren Gefechte fand am 27. April 1943 statt. Nun half die Heimatarmee mit einer Gruppe unter Kommandeur Iwański. Dennoch beschloss die ŻOB Ende April aus dem Ghetto zu fliehen. Noch am gleichen Tag verließen die ersten 40 Widerstandskämpfer das Ghetto. Da die Deutschen alle größeren Bunker außer jenen in der Miła-Straße 18 entdeckt hatten, lebten dort nun 500 Menschen. Doch auch diesen entdeckten die Deutschen am 7. Mai 1943 und griffen ihn einen Tag später an. Viele der Kämpfer nahmen sich das Leben oder starben durch das Gas, welches die Deutschen in den Bunker leiteten. Der ŻOB verlor dabei ca. 80 % seiner verbliebenen Kämpfer.
Am 10. Mai 1943 fuhr eine Gruppe Aufständischer, die aus dem Ghetto fliehen konnte, mit einem Lastwagen weg. Die Aufständischen wurden in Wohnungen versteckt oder gingen in die Wälder.
Mit der Sprengung der Großen Synagoge am 16. Mai 1943, wurde der Aufstand gegen die Deportation von deutscher Seite aus als beendet erklärt. Doch eine Einheit kämpfte bis zum Juli 1943 weiter und hielt Kontakt mit den Ausgebrochenen. Noch ein Jahr nach dem Ende des Aufstandes des Ghettos starben Deutsche durch einen Hinterhalt. In den Trümmern des Ghettos überlebten einige Juden bis zum Warschauer Aufstand 1944.
Nach dem Ende der Kämpfe wurden einige Kämpfer Partisanen, gingen nach Warschau oder in die Wälder. Andere wurden verraten oder getötet.
Die Kämpfe forderten insgesamt 12.000 Opfer. 30.000 weitere wurden nach den Kämpfen erschossen und 7000 in Vernichtungslager transportiert, wo viele ermordet wurden.

## Wahrheit und Fiktion – Interview mit dem Autor
1992 wurde David Safier darum gebeten, anlässlich des Jahrestages des Ghettoaufstandes eine Rede zu halten. Dafür beschäftigte er sich näher mit der Thematik. Schnell faszinierte ihn die Geschichte von menschlicher Größe und Feigheit und er überlegte, ob und wie er diese Geschichte in einem Buch veröffentlichen könnte.
Das Besondere an der Geschichte ist, dass sich die Opfer gewehrt haben. Das Bild, dass die Juden wehrlos in die Konzentrations- und Vernichtungslager gegangen wären, wird aufgerissen. In Warschau kämpften 1200 Juden, die meisten zwischen 13 und 29 Jahren. Sie organisierten den Aufstand und trotzten 28 Tage lang einer Übermacht. Dies ist in der Geschichte singulär.
Auf die Frage, warum sich die Juden solange nicht gewehrt haben, antwortet David Safier: „Die Hoffnung wurde immer ein bisschen am Leben gehalten.“ Es gab immer Ausnahmen von den Verordnungen und wenige Tage später gab es neue Verordnungen und Ausnahmen. Jedes Mal hofften die Menschen, dass sie eine dieser Ausnahmen seien und einige hatten Glück. Dabei darf nicht vergessen werden, dass die Taten der Deutschen jede Vorstellung übertrafen.
Von anfangs 450.000 Juden wurden 400.000 deportiert. Erst dort wurde es allen klar, dass das Ziel ist die Bewohner des Ghettos zu töten. Nun griffen viele der Verbleibenden zu den Waffen. Wo es vorher unterschiedliche Parteien im Ghetto gab, gab es nun nur noch das Ziel, nicht wehrlos zur Schlachtbank geführt zu werden.
Durch das Rassegesetz haben die Deutschen eine Leidensgemeinschaft geschaffen. Dies zeigt sich auch an dem Beispiel eines Mafiabosses im Ghetto. Er selbst verstand sich nicht als Jude, die Deutschen ihn schon. Er hatte mehrere Bunker im Ghetto, die er nach Lagern benannte (zum Beispiel Treblinka, Auschwitz …). Auch er wurde zum Widerstandskämpfer und nahm andere Kämpfer in seinen Bunkern auf.
Durch die Extremsituation veränderten sich die Menschen. Sie wurden selbstlos, halfen anderen, opferten ihr Leben für andere. In einer Nacht gingen Widerstandskämpfer in eine Bäckerei und backten Brot, welches sie dann an die Hungernden im Ghetto verteilten. Andere Menschen wiederum zeigten ihre Hinterhältigkeit. Die Judenpolizei hatte die Auflage, dass jeder Polizist fünf Personen pro Tag zum Umschlagplatz bringen sollte, damit sie deportiert werden. Wer diese Zahl nicht erreichte, wurde selbst deportiert. So kam es, dass einige sogar ihre eigene Familie verrieten, nur um ein paar Tage länger leben zu können.
28 Tage lang ist kein fiktiver Roman, er beruht auf wahren Begebenheiten. Mira jedoch gab es nicht. David Safier entschied sich für eine fiktive Hauptperson, da er bei historischen Persönlichkeiten an ihre Erlebnisse und an ihre Schilderungen gebunden ist. Viele erzählen sehr sachlich und distanziert von dieser Zeit, denn nur so können sie davon berichten. Ihre Emotionen zu beschreiben und zu verdeutlichen, wäre schwer geworden und vor allem würde der Roman deutlich an Tiefe verlieren. Mit Mira ließen sich diese Probleme umgehen. Ihre Probleme und Erlebnisse sind alle passiert. Aber nicht nur bei Mira nahm sich David Safier eine künstlerische Freiheit raus. So legte er auch Kampftage zusammen und verschob einen nach vorne.
Safiers Vater wurde 1915 geboren und wurde von den Nationalsozialisten verfolgt. Sein Großvater starb in Buchenwald und seine Großmutter im Ghetto Lodz. Mütterlicherseits hat er deutsche Vorfahren, wodurch er beide Seiten kennenlernen konnte.
Ob der Aufstand richtig oder falsch war, wird im Buch nicht erörtert. Er war eine Option, welche die Menschen gewählt haben. Marek Edelmann, ein Überlebender, berichtete später, dass sie die Menschen, welche sich freiwillig deportieren ließen, zuerst verachteten. Jetzt wüsste er aber, dass es viel mehr Mut erforderte, als zu den Waffen zu greifen und zu kämpfen. Die Jugendlichen haben sich im Angesicht des Totes entschieden zu kämpfen und sich zu wehren. Dabei soll Mira verdeutlichen, dass viele nicht mit diesen Kampfwillen geboren wurden oder sich gleich dem Widerstand angeschlossen haben, sondern durch die traumatischen Ereignisse zum Widerstand kamen.
David Safier war es nicht nur wichtig zu zeigen, dass sich die Jugendlichen gewehrt haben, sondern auch zu erörtern, was es mit einem macht, wenn man tötet. Dabei sind die Leitmotive des Romanes: „Was für ein Mensch willst du sein, wie würdest du dich verhalten in so einer Situation? Würdest du töten, würdest du Leben retten, würdest du dein eigenes Leben einsetzen für andere?“ Dieses letzte Leitmotiv findet sich im Roman vor allem bei der Deportation wieder. Was macht man, wenn man selber zur Ausnahme gehört, die eigenen Kinder aber nicht? Geht man mit ihnen in den Tod oder opfert man sie für sein eigens Leben? Janusz Korczak leitet ein Waisenhaus und ist ein bekannter Autor. Er bekommt mehrmals das Angebot, dass man ihn retten könnte, aber die Kinder nicht. Er entscheidet sich für die Kinder und gegen sein Leben.

## Lehrermaterialien
28 Tage lang bietet durch seine authentische und dominante Hauptfigur für die jüngere Generation einen Zugang zum Holocaust und veranschaulicht die Thematik. Der Roman holt die Jugendlichen dort ab, wo sie stehen. Durch den Stil eines Spannungsromans werden die Schüler in das Geschehen involviert und beschäftigen sich mit dem Holocaust, zumeist ohne direkte Abwehr oder Desinteresse.
So bilden die Probleme von Mira auch Berührungspunkte mit dem Leben der Jugendlichen. Das Buch ergänzt den Schulstoff in der Weise, dass es einen kaum bekannten Aspekt der Geschichte beleuchtet, den Aufstand im Warschauer Ghetto. Dies tritt dem bestehenden Bild entgegen, dass sich die Juden ohne Gegenwehr in die Konzentrations- und Vernichtungslager deportieren ließen.
Die Jugendlichen lernen aber auch, warum viele Ghettobewohner bis zum Schluss gehofft haben, dass ihnen im Osten nichts passiert, und warum die Widerständler kämpften, obwohl es aussichtslos erschien.
Mit seiner komplexen Handlung bietet sich der Roman in den Fächern Deutsch, Religion/Ethik, Gesellschaftslehre/Politik und Geschichte als Unterrichtsbegleitung an. Dies bezüglich gibt es vier Module. Das erste Modul „Mira – eine Heldin?“ thematisiert Miras Persönlichkeit, Entscheidungen und ihr Umfeld. Im Modul zwei „(Über-)Leben im Ghetto“ beschäftigen sich die Schüler mit dem Leben im Warschauer Ghetto. Modul drei „28 Tage“ soll die Beweggründe des Widerstandes und die Umsetzung des Widerstandes näher bringen. „Was für ein Mensch willst du sein?“ ist Modul vier – in dem Miras Veränderungen durch den Widerstand und was tatsächlich für ein Leben wichtig ist erörtert werden sollen. Ein wichtiger Teil des Lehrermaterials ist die Thematik, ob Überleben schuldig macht.

## Auszeichnungen
- 2015: Buxtehuder Bulle (für das Jahr 2014)

## Textausgabe
- David Safier: 28 Tage lang. Kindler, Reinbek 2014. ISBN 978-3-463-40640-4.

## Hörspiel
Radio Bremen produzierte 2021 das gleichnamige Hörspiel in sechs Folgen. Es ist in der ARD Audiothek verfügbar.